# 62P/Tsuchinshan
La comète Tsuchinshan 1, officiellement 62P/Tsuchinshan 1, est une comète périodique du système solaire, découverte le 1er janvier 1965 par l'observatoire de la Montagne Pourpre.